# はくおう
はくおうは、高速マリン・トランスポートが保有し、防衛省がチャーターする貨客船。
元々は新日本海フェリーが運航していたカーフェリー「すずらん」で、同名の新造船の就航に際して定期運航終了・係船となっていたものを、自衛隊や在日米軍の輸送を目的に、防衛省が船名変更の上チャーターしたものである。平時の訓練や整備は元の所有者である新日本海フェリーが、運航は新日本海フェリーの系列会社であるゆたかシッピングが受託している。

## 概要

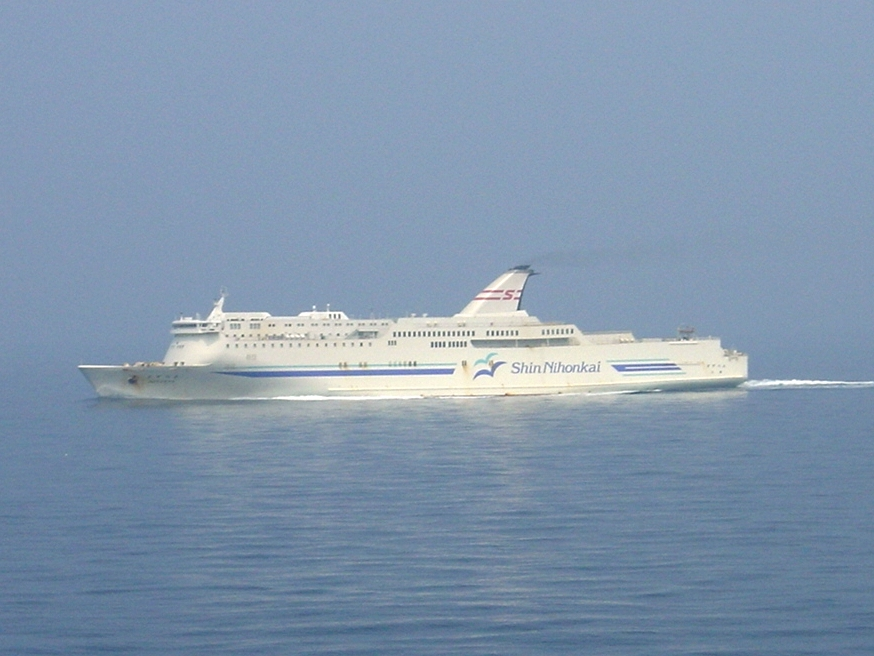
防衛省にチャーターされる前のすずらん（初代）（2004年7月）

はくおうは、新日本海フェリーにてすずらん（初代）として運航されていた船をチャーターし運用開始したものである。元々は同社が計画した高速長距離フェリーとして建造されたもので、就航当時はディーゼルエンジンの大型商船では世界最速を誇るなど高い高速航行性能を有していた。しかし、同社での新造船（2代目すずらん）投入により2012年を以って定期運用を終了し係船となっていた。これを防衛省が自衛隊や在日米軍の輸送を目的にチャーターし、その際に船名を変更したのが本船である。
船名のはくおうは、新日本海フェリーのロゴにもある白いカモメ（白鴎）にちなんでいる。はくおうの名前を持つ自衛隊が使用する船としては2代目。初代は ちよづる型掃海船（旧・海軍駆潜特務艇）の「はくおう」（MS-11、旧・海軍第90号駆潜特務艇）である。
同型船にすいせんがある（2012年に同名の新造船と入れ替えに伴い定期運用終了。2019年に韓国へ売却後、2022年にバングラデシュでスクラップとして解体された）。

## 船体

### 特徴
自衛隊が傭船した民間フェリーについては、2011年の東日本大震災に際して良好な高速性能を持つナッチャンWorldが注目され、被災地を含めた自衛隊の車両輸送にしばしば活用された。しかし、ナッチャンWorldは双胴船でトラックの輸送能力が低く、専用岸壁を必要とするなど運用上の制約も高かった（のちに改修される。当該項目参照）。
はくおうは通常の船形を持ち、または全長200m未満のため巨大船の規制も受けにくくトラック122台、乗用車80台と車両の積載能力も高い。既存の海上自衛隊輸送艦ではおおすみ型輸送艦がトラック65台を積載可能であるが、災害派遣などの経験からより輸送力の高い輸送艦が求められていた。
はくおうは、民間船時代には敦賀・舞鶴など遠隔地から24時間以内で北海道内に往復可能な性能が求められ、航海速力29.4ノットと近年の旅客フェリーとしては破格の高速性能を付与されていた。なお、後継のすずらん（2代目）では燃費等の問題からわずかに航海速力は抑えられている。

### 諸元
全長199.5m、幅25.0m、航海速力29.4ノット。
外観は定期船時代と大きな変化はないが、塗色は黒白のツートーンに変更され、煙突にあった新日本海フェリーのファンネルマークも削除され灰色に塗られている。
他、2層の車両甲板の間に定期船時代にはなかったスロープが設置された。

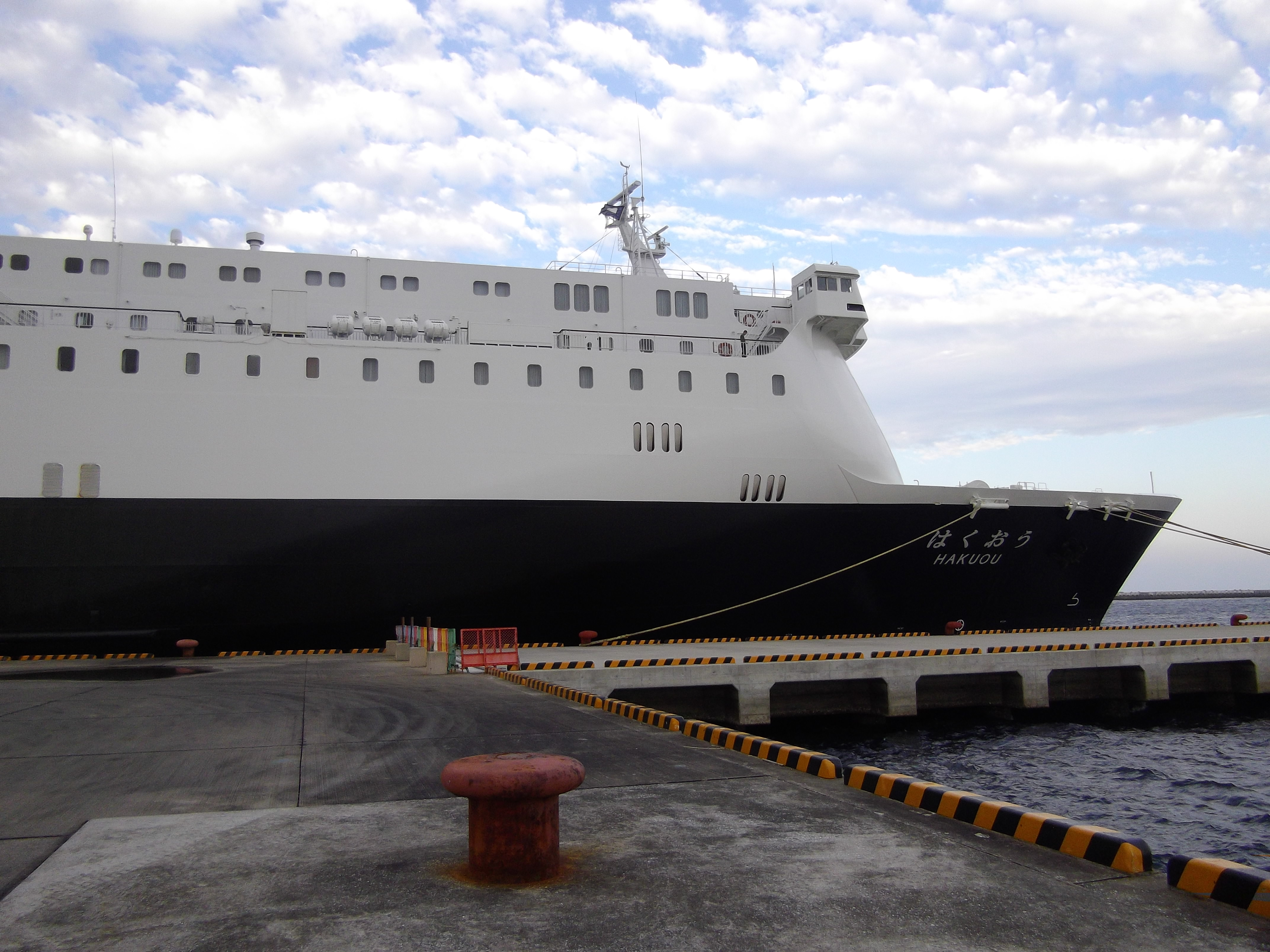
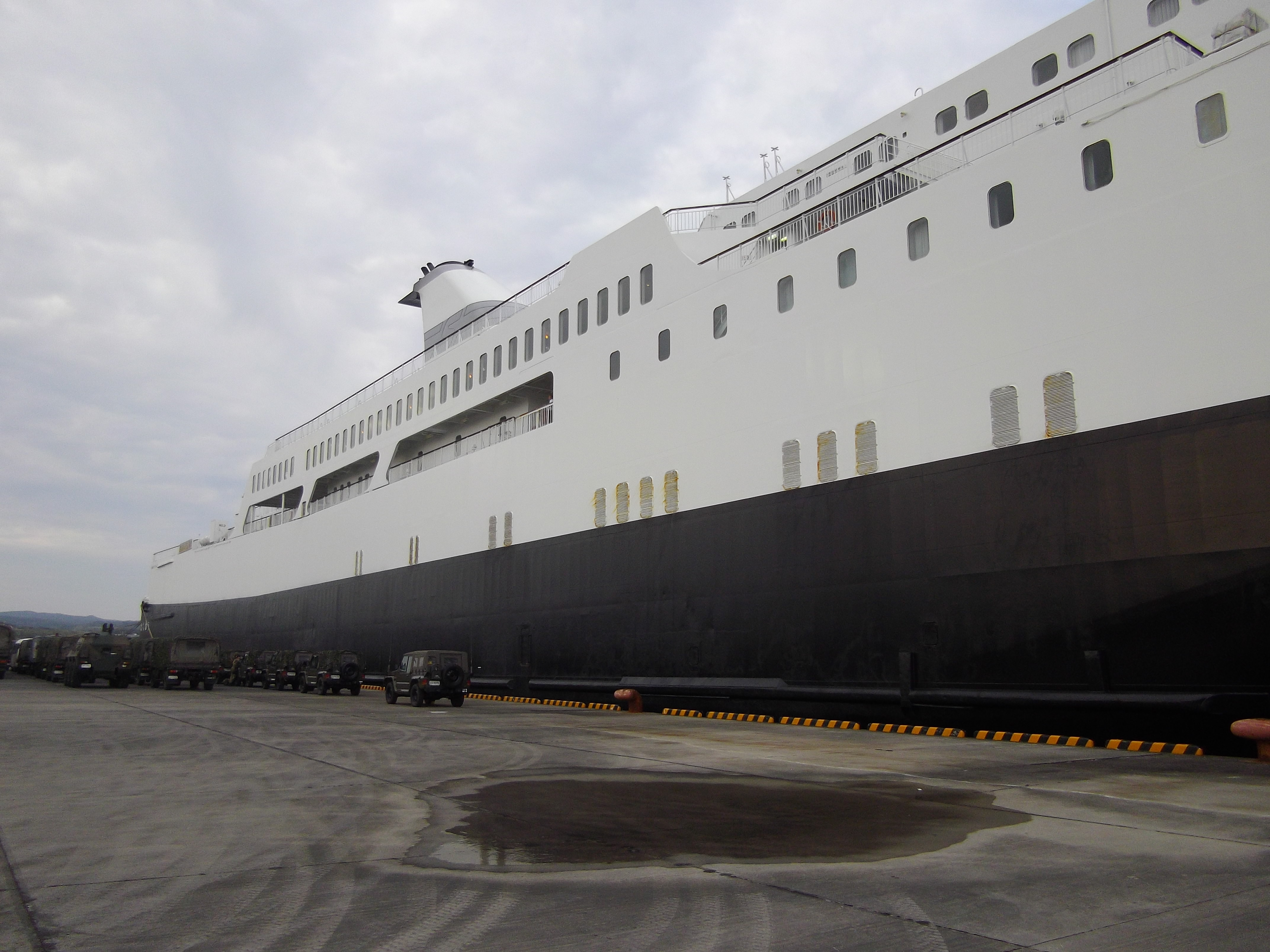
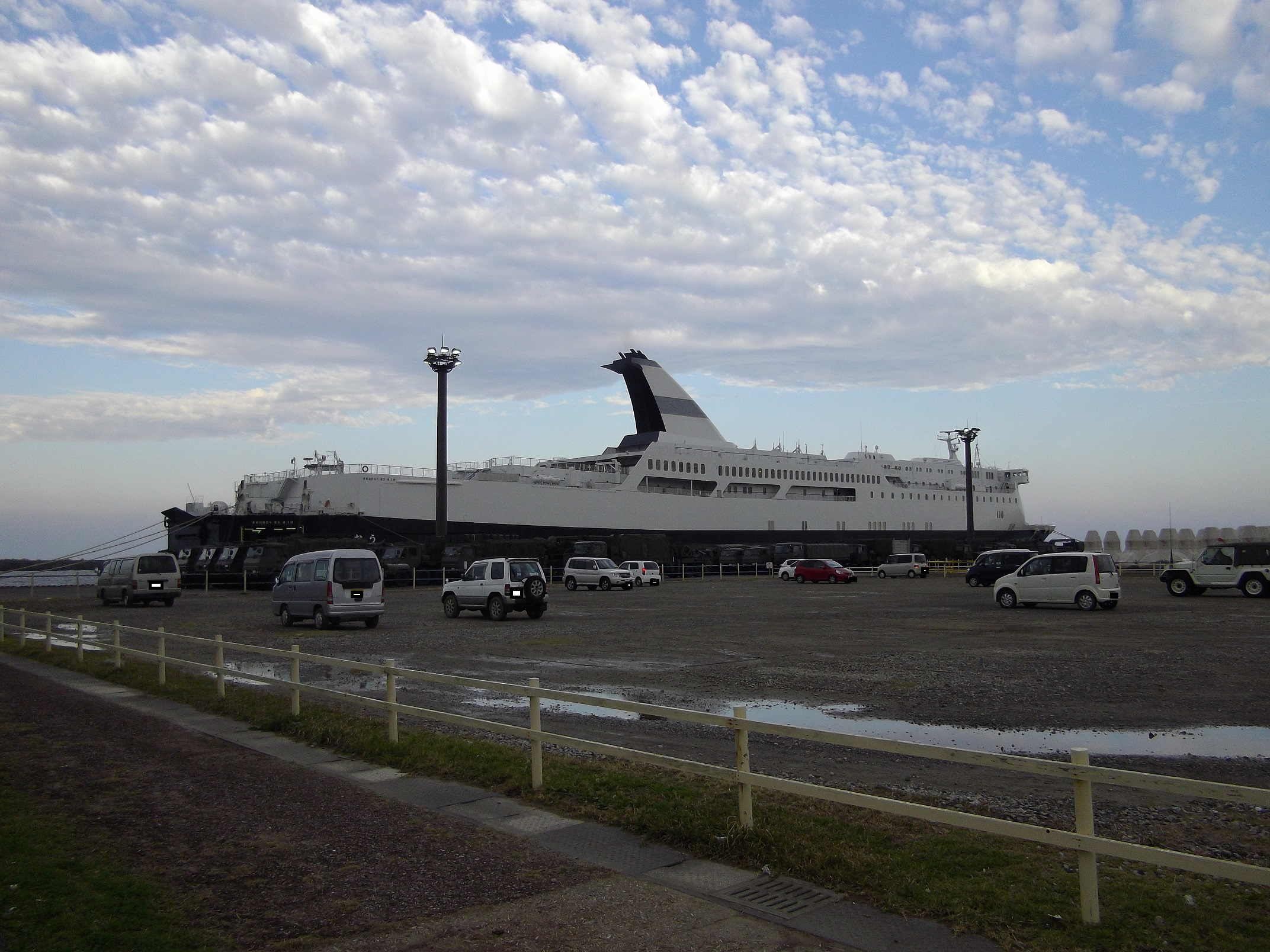
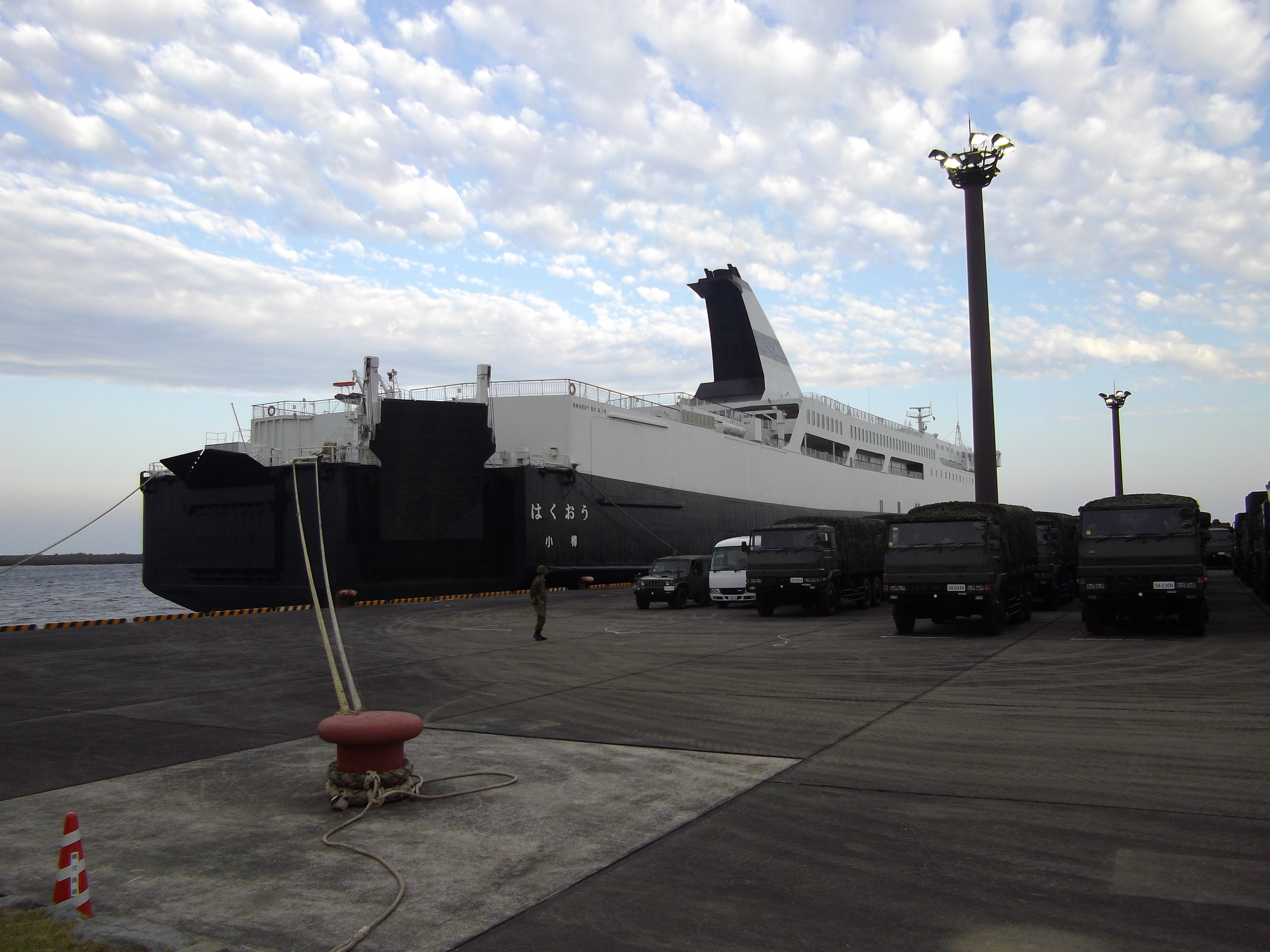
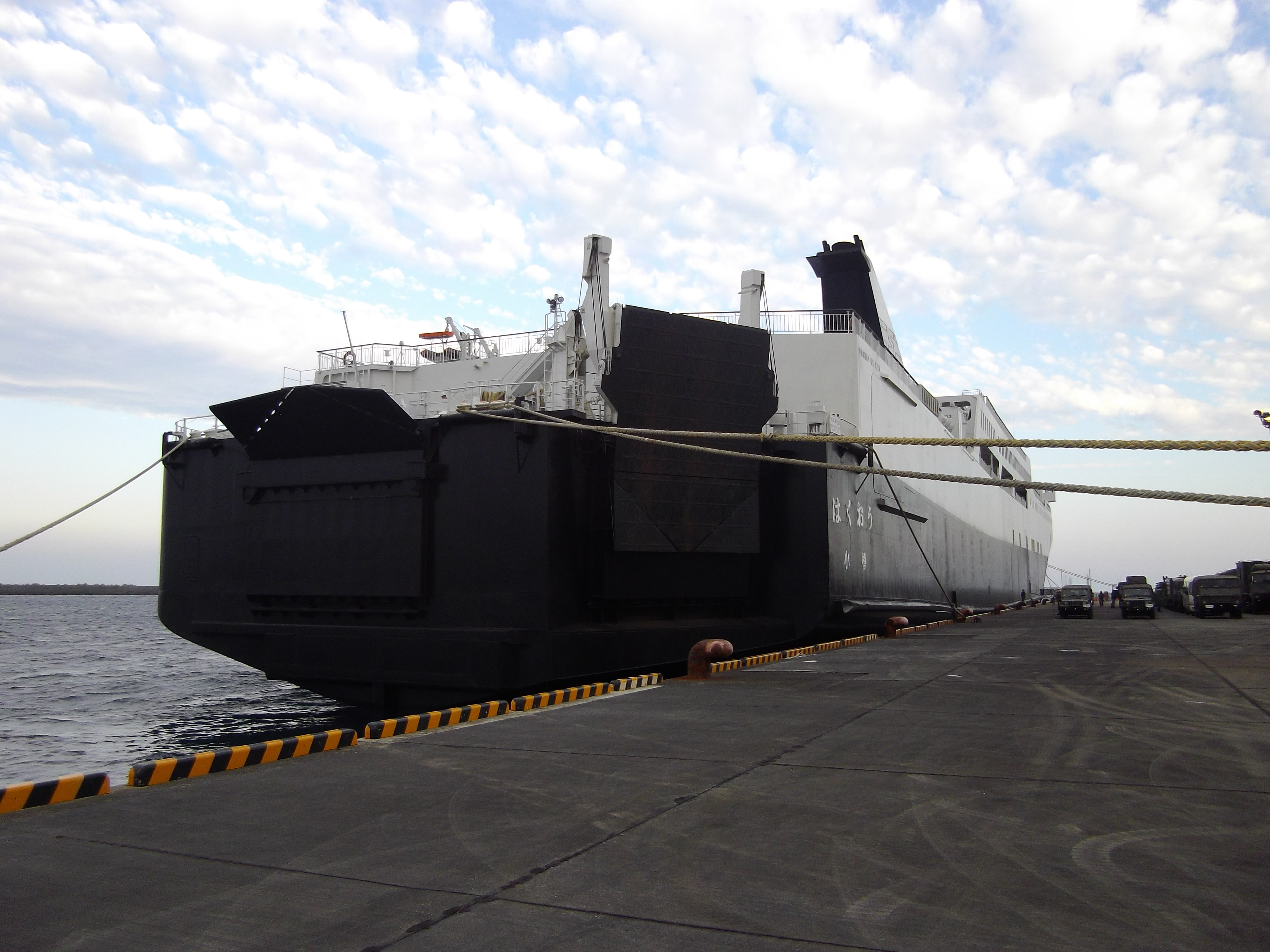

## 船歴

### 定期船時代
はくおうは石川島播磨重工(東京)にて1995年3月竣工、1996年6月11日にすずらん（初代）として就航する。就航当時は日本最速のフェリーであり、30時間近く要していた小樽～敦賀を20時間で結ぶなど、北海道航路の大幅なスピードアップに貢献した。
しかしながら、巨大船としての規制を避けるために全長を200m以内に抑えた一方で高速性の確保のため、船長に対する船体幅の比率を小さくした結果、在来船より船体幅が若干細くなり、加えて高速航行のために旅客の側面デッキ立ち入りを制限したことで居住性に劣るなどの問題点があった。このため、2004年に登場したはまなす、あかしあでは巨大船規制を甘受し、船長200m超級に拡大することで船体幅も拡張、またプライベートテラスを増設した客室を大幅に増やすことで居住性の向上を目指した。また両船では最新型のポッド推進器を採用したことで、すずらんや僚船のすいせんをも上回る高速性を確保した。
一方、すずらんは就航から15年以上が経過し、性能の陳腐化と内装の老朽化が進行した。このためはまなす・あかしあの技術を反映し、これらと同等の船体を有しつつ更なる運航コスト低減と有害物質の排出量削減を目指した2代目すずらん・2代目すいせんが2012年に相次いで就航。これにより本船は2代目すずらんと入れ替わる形で2012年6月19日に運用を終了した。

### 防衛省チャーター後の運用

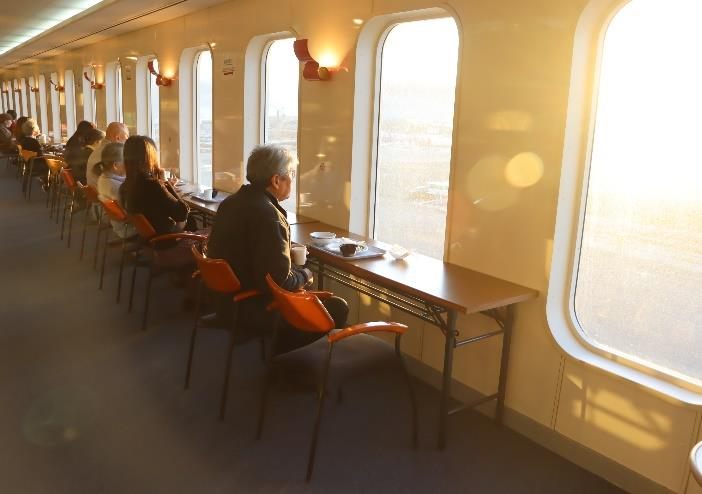
令和6年能登半島地震に伴い、避難者を受け入れた際の船内の様子

フェリーとしての運用終了後、しばしば防衛省にチャーターされ物資輸送などに従事した。
- 2012年12月に防衛省チャーターにより北朝鮮弾道弾発射に備えた部隊輸送のため石垣島へ運航。ただし、当輸送では船名は旧名のすずらんであった。
- 2013年9月27日に在日米軍による東富士演習場での訓練に際し、沖縄県からアメリカ軍の装備品を積載し横浜港瑞穂埠頭に入港した。

自衛隊では2014年度からはくおう、ナッチャンWorldの試験運用を開始し2015年より民間資金により設立された両船を保有する特別目的会社と20年間の使用契約を締結、PFI方式による運用を行う方針であると発表した。島嶼防衛など有事の際の運用に際して、民間企業の船員を使用すると、紛争地域への立ち入り制限を受けるなど制約が生じることが考えられる（実際に北朝鮮のミサイル実験の際、全日本海員組合の反対により本船の利用を断念している）。このため、はくおうの船員は主に予備自衛官を活用し通常の訓練および整備は従来通り新日本海フェリーに委託して行う方針である。2024年時点では、ゆたかシッピング株式会社に所属する新日本海フェリーを始めとした民間船のOB（非組合員）によって運航されている。
- 2014年8月から9月にかけて、はくおうは在日米軍海兵隊の矢臼別演習場への訓練移転のため那覇港～根室港で1往復運航された。往路と復路の間に一旦相生に帰港している。
- 2014年11月25日に東京港において内閣府主催の「民間船舶を活用した医療機能の実証訓練」に参加した。（はくおう#病院船計画参照。）
- 2015年9月に在日アメリカ軍による東富士演習場での訓練に際し、那覇港～横浜港で一往復運航された。はくおうも、往路と復路の間に一旦相生に帰港している。
- 2015年10月から11月にかけて、平成27年度北部方面隊協同転地演習のため、往路鹿児島港～奄美大島名瀬港～那覇港、復路那覇港～名瀬港～大分港～苫小牧港で運航された。往路と復路の間に一旦相生に帰港している。
- 2016年2月7日の北朝鮮によるミサイル発射実験の際、はくおうを使用し石垣・宮古両島への増援部隊の輸送を予定していたが船員組合の反対で中止となり、定期船での輸送となった[5]。2月10日に予定された復路輸送についても交渉が決裂し、2月15日に新日本海フェリー側は運航を断念[6]、他社定期船での輸送が行われた。

2016年3月にはPFI法に基づいて設立された特別目的会社「高速マリン・トランスポート」が保有する形で防衛省と2025年12月末まで10年間の輸送使用契約を結んだことが明らかとなり、本船は同年4月1日付で新日本海フェリーから高速マリン・トランスポートへ20億円で売却された。その際に船籍港が小樽から東京へ変更された。はくおうは、相生港を事実上の母港として運用されている。
- 2016年4月20日、はくおうは熊本地震の被災地支援のため陸上自衛隊員らを乗せて神戸港から八代港（熊本県八代市）に向け出港した。はくおうは4月22日、八代港に到着し支援車両や人員、物資を積み下ろした[9]。
- 2016年4月23日から5月29日にかけて、熊本地震の被災地支援のため八代港（熊本県八代市）に停泊しホテルシップとして利用[10][11]。1泊2日の宿泊と食事・入浴のサービスを無償で提供し[12]、延べ約2600人が利用した[11][12]。
- 2018年7月15日からは、平成30年7月豪雨の被災により夏場に長期断水状態となった広島県の三原市へ向かい、救援活動の一環として三原市の尾道糸崎港糸崎港区に停泊し、船内での無償の入浴支援や第13音楽隊のミニコンサート等の支援活動を実施した[13][14]。その後8月3日[15]から岡山県の倉敷市の水島港へ8月14日まで8月15日・16日[16]は玉野市の宇野港でも運用された。
- 2018年9月13日から9月17日には、北海道胆振東部地震の被災地支援のため北海道苫小牧市の苫小牧西港にて入浴支援などを行った[17][18][19]。
- 2020年1月31日の新型コロナウイルス感染症の流行による災害派遣命令（自主派遣）では、中国からの帰国者の一時停留場所としての活用、同船舶を含めた宿泊施設等における停留者の生活支援等を実施することとなった[20]。
- 2020年2月には横浜港に停泊し、客船ダイヤモンド・プリンセスにおける新型コロナウイルス集団感染に対する活動拠点として使用され、3階を隔離を必要としない生活支援要員等の区画、4・5階を隔離を必要とする医療・救護要員等の区画として使用[21]。
- 2024年1月には能登半島地震の対応で石川県七尾市の港に入港し、大田岸壁に着岸、14日から避難者の受け入れを始めた[22]。

## 病院船計画
元来、自衛隊には独自の病院船を保有する計画があり、政府内でも検討が進められていた。アメリカでは、マーシーなど多数の病院船が運用されている。しかし新造では建造費用が350億円もかかり、維持費も高価であることから専用船の新造や中古船改造は断念され大規模自然災害や武力紛争など有事の際には既存民間輸送船に野外手術システムを搭載して対応する方針となり、実証訓練を実施することとなった。
2014年11月25日、はくおうに日本赤十字社のdERU（国内型緊急対応ユニット）を展開し船への患者搬送・船内での模擬診療等の実証訓練を実施した。民間フェリーによる急性期から慢性期までの臨時医療施設としての有用性が確認された。